# Giardino Luigi Marangoni
Il giardino Luigi Marangoni, già giardino di Via Val Poschiavina, è un'area verde di Milano, sita alla periferia occidentale della città.
Creata nel 1982 e dedicata nel 2011 a Luigi Marangoni, vittima delle Brigate Rosse, ha una superficie di 10 506 m², e non essendo recintata è sempre accessibile.